# 韶口乡
韶口乡，是中华人民共和国江西省吉安市万安县下辖的一个乡镇级行政单位。

## 行政区划
韶口乡下辖以下地区：
韶口乡社区、韶口村、黄鹄村、田西村、中舍村、南乾村、大塘村、泥塘村、畔塘村、梅岗村、星火村和石丘村。